# Cipalabuh
Cipalabuh is een bestuurslaag in het regentschap Lebak van de provincie Banten, Indonesië. Cipalabuh telt 3506 inwoners (volkstelling 2010).